# Anell quocient
En matemàtiques, un anell quocient respecte d'un ideal és el conjunt quocient de les classes d'equivalència dels elements tals que la seva resta pertany a l'ideal.
Els ideals dels anells són conjunts que, a més de ser subanells, atrauen cap a dins de l'ideal el resultat de multiplicar qualsevol element de l'anell per un element de l'ideal, per exemple el {0} tot sol és sempre un ideal (perquè qualsevol element multiplicat per 0 dona 0). En el nombres enters els nombres parells són un ideal (perquè a més de formar un anell qualsevol nombre, encara que no sigui parell, multiplicat per un nombre parell dona de resultat un nombre parell).
Els ideals permeten definir una relació entre els elements d'un anell: dos elements estan relacionats quan la seva diferència pertany a l'ideal. Aquesta relació resulta ser una relació d'equivalència. Per exemple, si l'ideal és el dels nombres parells dins dels enters, tenim que tots el múltiples de dos estan relacionats entre ells: la diferència de qualsevol parell de múltiples de dos és sempre un múltiple de dos. Alhora, els nombres obtinguts sumant 1 a un múltiple de dos (és a dir, els senars) també estan relacionats entre si perquè restant dos nombres d'aquest conjunt el resultat també és un múltiple de dos.
A continuació es construeixen les classes d'equivalència identificant com si fossin un de sol tots els elements que estan relacionats. L'anell quocient és precisament el conjunt d'aquestes classes d'equivalència. Per exemple, l'anell quocient dels nombres enters respecte de l'ideal dels nombres parells té dos elements: La classe d'equivalència de tots els nombres parells i la classe d'equivalència dels nombres que s'obtenen sumant 1 a un nombre parell (els nombres senars).

## Definició
Siguin A un anell i I un ideal bilàter d'A, es defineix la relació d'equivalència R següent:
{\displaystyle \forall (x,y)\in A^{2},xRy\Leftrightarrow (x-y)\in I}
Dos elements d'A estan relacionats si la seva diferència pertany a l'ideal I, és a dir si x i y són congruents mòdul I.
El conjunt quocient A/R, proveït per les operacions induïdes per I:
{\displaystyle {\bar {x}}+{\bar {y}}={\overline {x+y}}} i
{\displaystyle {\bar {x}}\cdot {\bar {y}}={\overline {x\cdot y}}}
És un anell, anomenat anell quocient d'A per l'ideal I i es denota amb la notació A/I. Els elements d'aquest quocient, és a dir, les classes {\displaystyle {\bar {x}}\in A/I} de representant x es denoten sovint com x+I.

## Exemples
- Si I = A, l'anell quocient A/A és l'anell trivial {0}.
- Si I = {0}, l'anell quocient A/{0} és isomorf a A.
- Si {\displaystyle A=\mathbb {Z} } i {\displaystyle I=n\mathbb {Z} ,n\in \mathbb {Z} }, el quocient és l'anell finit {\displaystyle \mathbb {Z} /n\mathbb {Z} } propi de les congruències sobre els enters. Aquestes estructures fonamenten l'aritmètica modular. {\displaystyle \mathbb {Z} /n\mathbb {Z} } és un cos si i només si el nombre n és primer.

## Propietats
L'aplicació {\displaystyle p:A\to A/I} definida per {\displaystyle p(x)=x+I} és un homomorfisme suprajectiu d'anells on el nucli és l'ideal {\displaystyle I}.
Sia A un anell commutatiu:
- I és un ideal primer si i només si A/I és un anell íntegre.
- I és un ideal maximal si i només si A/I és un cos

Si f és un morfisme d'anells de A cap a B, s'anomena amb la notació {\displaystyle I=\ker f} el seu nucli. Llavors f es factoritza en un morfisme injectiu {\displaystyle {\bar {f}}:A/I\to B} definit per {\displaystyle {\bar {f}}(x+I)=f(x)}.

## Aplicacions

### Teoria algèbrica de nombres
Els anells quocients s'utilitzen en nombroses branques de les matemàtiques. Els exemples són freqüents en teoria algebraica de nombres, per exemple per resoldre equacions diofàntiques. És a dir de les equacions amb coeficients en el conjunt ℤ dels nombres enters dels quals les solucions buscades són enters.
La identitat de Bézout es pot veure com una equació diofàntica de grau 1, és a dir que correspon a un polinomi de grau 1. Pot prendre la forma següent:
Una solució pot ser vist com la inversa de a a l'anell quocient Z/bZ. Així, existeixen solucions si i només si a és element del grup de les unitats de l'anell quocient, és a dir el grup dels elements invertibles de l'anell. Ara bé a és invertible si i només si és primer amb b. Els valors possibles de x són elements de la inversa de la classe de a.
Les equacions diopfàntiques polinòmiques d'ordre dos utilitzen també l'estructura d'anell quocient. Un exemple és un cas particular de l'equació de Pell-Fermat:

Aquí, n designa un enter sense factor quadrat. El mètode chakravala correspon a un algorisme senzill de determinació d'una solució. Per mostrar la seva convergència, s'utilitza l'anell dels nombres de la forma a + b.√n on .a i b designen enters. El fet demostrar que tots els anells quocients són de cardinal finit és una etapa clau de la demostració.
Aquesta equació és anàloga a la següent :
Aquí n és sempre un enter sense factor quadrat i p. designa un nombre primer. L'ús d'un bon anell A d'enters quadràtics, és a dir de nombres de la forma a +b.i√n on i designa la unitat imaginària i l'estudi dels anells quocients de la forma A/J on J és un maximal permet resoldre l'equació. Es donen sxemples a l'article Enter quadràtic.

### Teoria de Galois
La teoria de Galois fa també un ample ús dels anells quocients. Sigui K un cos commutatiu i K [X] l'anell dels polinomis amb coeficients a K. Un dels nombrosos objectius de la teoria és l'estudi de l'equació polinòmica P (X) = 0'. Si P és un polinomi irreductible, se cerquen solucions en una extensió algebraica L de K. Un cas particular àmpliament utilitzat és l'anell K [X]/(P) dels polinomis quocient per l'ideal engendrat per P (X). Com que P (X) és irreductible, l'ideal engendrat per P (X) és màxim, l'anell quocient és un cos.
Aquesta tècnica permet construir tots els cossos finits. Sigui L un cos finit, existeix sempre p un nombre primer i n un enter positiu tal que el cardinal de L sigui igual a pn. El valor p correspon a la característica de K. Si P (X) és un polinomi irreductible amb coeficients a l'anell Z/pZ que és també un cos notat Fp, llavors el cos L és isomorf al quocient de l'anell Fp[X] per l'ideal engendrat per P (X).